# АК-74
5,45-мм автомат Калашникова образца 1974 года (индекс ГРАУ — 6П20) — автомат калибра 5,45 мм, разработанный в 1970 году советским конструктором М. Т. Калашниковым и принятый на вооружение вооружённых сил СССР в 1974 году. Является дальнейшим развитием АКМ. Разработка АК-74 связана с переходом на новый малоимпульсный патрон 5,45×39 мм.
Впервые был применён в Афганской войне, далее во всех конфликтах постсоветского пространства. В настоящее время этот автомат используют большинство стран Восточной Европы, а также Азии.

## История

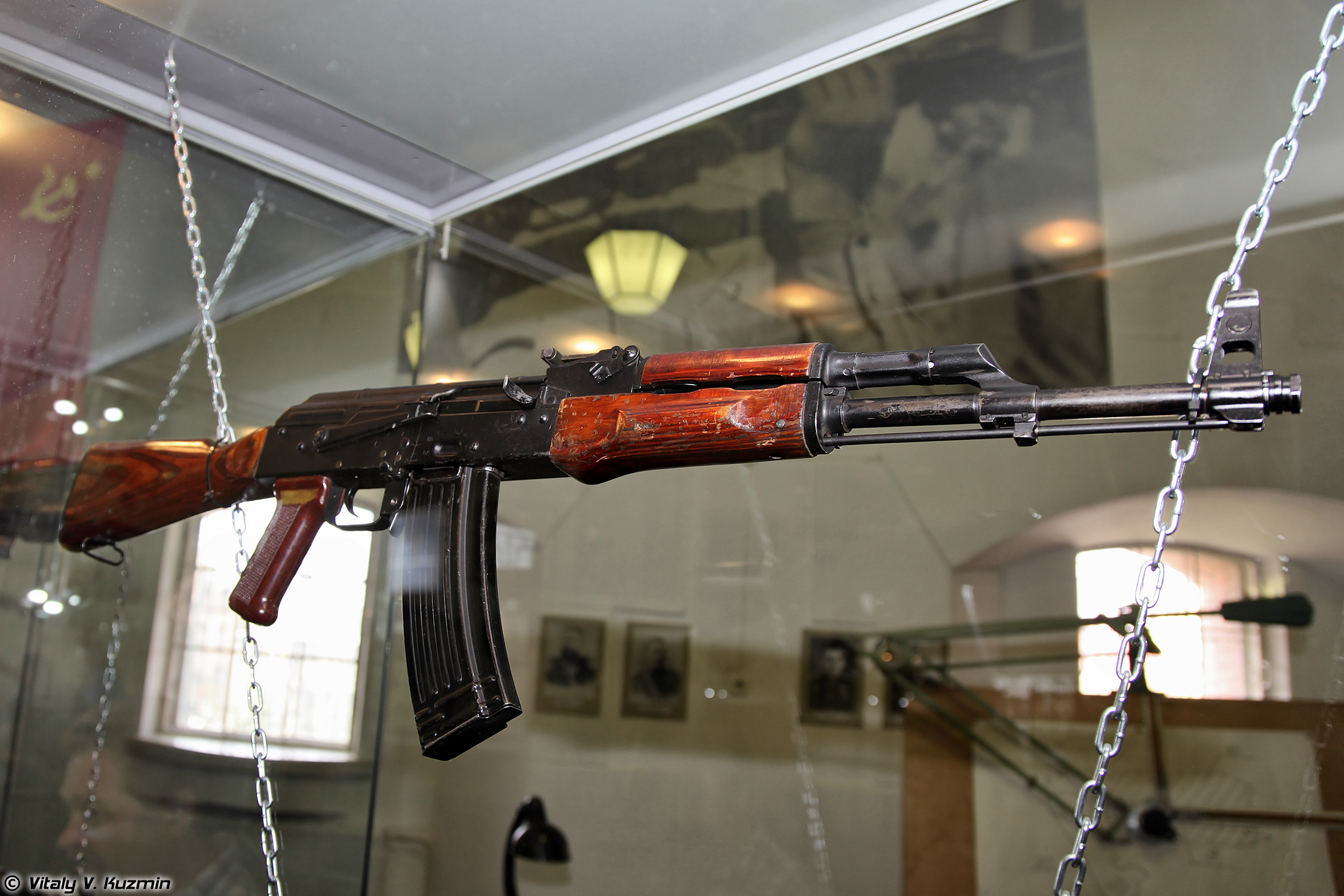
Прототип под индексом 40-П калибра 5,6 60-70-х гг.

Положительный опыт использования малокалиберного патрона США заставил СССР начать работу по разработке аналогичного автоматного патрона, но уже существовали предложения по разработке малокалиберного патрона. В 1966 году Главное ракетно-артиллерийское управление выдало задание на разработку нового автомата под калибр 5,60 мм — так обозначался калибр малоимпульсного патрона по дну нарезов. Позже, согласно принятому в СССР порядку измерения калибра по полям нарезов, патрон обозначался как 5,45-мм. Данный патрон был разработан в ЦНИИточмаш.
Уменьшение калибра давало уменьшение массы патрона более чем в 1,5 раза. Значительно увеличивалась начальная скорость пули, траектория полёта стала более настильной, дальность прямого выстрела увеличивалась примерно на 100 м, уменьшались время полёта пули к цели и её снос боковым ветром, импульс отдачи — все это способствовало улучшению меткости, особенно при стрельбе очередями. То есть речь шла не просто об улучшении кучности стрельбы, а об общем повышении боевой эффективности комплекса «патрон-оружие». Конструкция удлинённой пули позволила обеспечить сочетание устойчивости на траектории с убойным действием не хуже, чем у пули патрона образца 1943 года.
В конкурсе на новый автомат принял участие ряд конструкторов и конструкторских групп от Ижевского машиностроительного завода, ЦНИИточмаш, Ковровского механического завода. На «Ижмаш» прорабатывалось несколько вариантов малокалиберного автомата. М. Т. Калашников и А. Д. Крякушин создавали его на основе находившегося в производстве автомата АКМ. Из 10 представленных на конкурсные испытания образцов до заключительных войсковых испытаний дошли: ковровский автомат СА-006 А. С. Константинова со сбалансированной автоматикой и ижевский автомат А-3 с «классической» автоматикой.
Жёсткие испытания выявили, что образец А. С. Константинова имел преимущества по эффективности стрельбы, но по служебно-эксплуатационным и производственно-экономическим характеристикам преимущества были у А-3. Конструкция нового автомата повторяла АКМ. Существенным новшеством явилось двухкамерное дульное устройство, выполняющее задачи дульного тормоза, компенсатора и пламегасителя. Массивный дульный тормоз позволил снизить и так не слишком сильную отдачу ещё больше, что позволило улучшить точность и кучность стрельбы, особенно быстрыми одиночными выстрелами и очередями, однако кучность по сравнению с автоматическими винтовками на платформе AR-15 отстаёт.
Постановлением ЦК КПСС и Совета Министров СССР № 54-29 от 18 января 1974 года и последующим Приказом Министра обороны СССР № 49 от 18 марта 1974 года на вооружение был принят новый унифицированный комплекс автомата Калашникова, включавший четыре базовые модели автомата и столько же ручных пулемётов. В условиях «гонки вооружений» возможность быстро поставить новое семейство оружия на производство, упростить его освоение и эксплуатацию в войсках играла не последнюю роль. Наравне с предыдущим, к автоматам был принят новый штык-нож с упрощённой формой упрочнённого клинка и более удобной рукояткой.

## Описание конструкции
Конструкция нового автомата повторяла АКМ, с которым унифицировано 9 узлов и 52 детали АК-74. Общий объём технологических операций на АК-74 составил около 70 %. Большее число деталей автомата изготавливали из точных литых заготовок по выплавляемым моделям. Стволы делались ротационной ковкой с одновременным формированием канала ствола и патронника. Каналы стволов хромировали по улучшенной технологии. Был разработан и внедрён автоматизированный метод испытаний на меткость с использованием электронно-вычислительной техники. В новом автомате появился ряд новшеств.

### Новшества
Существенным новшеством явилось двухкамерное дульное устройство, выполняющее задачи дульного тормоза, компенсатора и пламегасителя. Массивный дульный тормоз позволил снизить и так не слишком сильную отдачу ещё больше, что позволило улучшить точность и кучность стрельбы, особенно быстрыми одиночными выстрелами и очередями. Однако он имеет и определённый недостаток — направляет ударную звуковую волну главным образом в стороны, и звук выстрела ощущается соседями стрелка с боков довольно болезненно. Кучность автоматического огня улучшилась по сравнению с АКМ почти в 2 раза (по линейным размерам). Кучность одиночного огня — приблизительно на 50 %.

### Механизм автоматики
При выстреле пороховые газы поступают в газовую камеру. Газовый поршень начинает двигаться обратно вместе с затворной рамой. Затворная рама проходит некоторое расстояние до падения давления в канале ствола, затем скос на её внутренней поверхности давит на выступ затвора и поворачивает его. При отпирании затвора происходит предварительное смещение находящейся в патроннике гильзы. Это уменьшает сцепление гильзы со стенками патронника и предотвращает её разрыв при последующем извлечении. Расцепившись со ствольной коробкой, затвор подпружиненным выбрасывателем извлекает стреляную гильзу и движется назад вместе с затворной рамой, при этом сжимается возвратная пружина и взводится курок. Стреляная гильза, ударившись о жёсткий отражатель ствольной коробки, выбрасывается вправо через окно ствольной коробки. Достигнув крайней задней точки, затворная рама с затвором под действием возвратной пружины идут вперёд, затвор подхватывает очередной патрон из магазина и досылает его в патронник. Сравнительно массивная затворная рама при лёгком затворе, положение подвижных деталей в ствольной коробке и вынос основной массы рамы за пределы ствольной коробки обеспечивают работу системы даже при сильной запылённости.

### Ударно-спусковой механизм
Ударно-спусковой механизм куркового типа с вращающимся на оси курком и П-образной витой боевой пружиной. Спусковой механизм допускает ведение автоматического и одиночного огня. Единая деталь выполняет функции переводчика видов огня и флажкового неавтоматического предохранителя. При включённом предохранителе он блокирует спусковой крючок, шептала одиночного и автоматического огня и препятствует движению назад затворной рамы, частично перекрывая продольный паз между ствольной коробкой и её крышкой, при этом он также защищает ствольную коробку от попадания внутрь грязи. Все детали автоматики и ударно-спусковой механизм собраны в ствольной коробке.

#### Работа при автоматической стрельбе
При постановке переводчика на автоматический огонь сектор переводчика освобождает прямоугольный выступ спускового крючка и остаётся в вырезе шептала одиночного огня. Спусковой крючок получает возможность поворачиваться вокруг своей оси; шептало одиночного огня от поворота вместе со спусковым крючком удерживается сектором переводчика. При нажатии на хвост спускового крючка его фигурный выступ выходит из зацепления с боевым взводом курка. Курок под действием боевой пружины поворачивается по своей оси и энергично наносит удар по ударнику. Ударник бойком разбивает капсюль патрона. Происходит выстрел.

#### Работа при одиночной стрельбе
При постановке переводчика в положение на одиночный огонь сектор переводчика освобождает прямоугольный выступ спускового крючка, полностью выходит из выреза шептала одиночного огня и при стрельбе в работе ударно—спускового механизма участия не принимает. При нажатии на хвост спускового крючка его фигурный выступ выходит из зацепления с боевым взводом курка. Курок под действием боевой пружины поворачивается на своей оси и энергично наносит удар по ударнику. Происходит выстрел. После первого выстрела части и механизмы совершат ту же работу, что и при автоматической стрельбе, но следующего выстрела не произойдёт, так как вместе со спусковым крючком повернулось вперёд шептало одиночного огня и его зацеп встал на пути движения боевого взвода курка.

### Магазин

#### Устройство магазина
На передней стенке магазина имеется зацеп, а на задней — опорный выступ, посредством которых магазин крепится к ствольной коробке. На задней стенке корпуса внизу имеется контрольное отверстие для определения полного снаряжения магазина патронами. Стенки корпуса для прочности сделаны ребристыми. Снизу корпус закрывается крышкой. В крышке имеется отверстие для выступа стопорной планки. Внутри корпуса помещаются подаватель и пружина со стопорной планкой. Подаватель удерживается на верхнем конце пружины при помощи внутреннего загиба на правой стенке подавателя; подаватель имеет выступ, обеспечивающий шахматное расположение патронов в магазине. Стопорная планка закреплена неотъемлемо на нижнем конце пружины и своим выступом удерживает крышку магазина от перемещения.

#### Питание автомата
Питание оружия осуществляется из коробчатого, секторного магазина с пластмассовым корпусом и шахматным расположением на 30 патронов. Магазины, первоначально изготавливаемые из оранжево-коричневого пластика, позже стали производить из чёрного пластика. Имеется специальное приспособление для снаряжения магазина из обоймы, вмещающей до 15 патронов, разработанное группой Калашникова приспособление для сцепления «боевого» и запасного магазина не было принято к производству.

### Разборка и сборка[6]

#### Порядок неполной разборки
1. Отделить магазин
2. Снять с предохранителя
3. Оттянуть затворную раму до конца назад
4. Осмотреть патронник на наличие патрона
5. Отпустить затворную раму
6. Спустить курок с боевого взвода путем нажатия на спусковой крючок
7. Извлечь пенал с принадлежностями из гнезда приклада
8. Отделить шомпол
9. Отделить дульный тормоз-компенсатор
10. Отделить крышку ствольной коробки
11. Отделить возвратный механизм
12. Отделить затворную раму с затвором
13. Отделить затвор от затворной рамы
14. Отделить газовую трубку со ствольной накладкой

#### Порядок сборки после неполной разборки
1. Присоединить газовую трубку со ствольной накладкой к стволу.
2. Присоединить затвор к затворной раме.
3. Присоединить затворную раму с газовым поршнем и затвором к ствольной коробке.
4. Присоединить возвратный механизм.
5. Присоединить крышку ствольной коробки.
6. Спустить курок с боевого взвода и поставить на предохранитель: нажать на спусковой крючок и поднять переводчик вверх до отказа.
7. Присоединить шомпол.
8. Присоединить дульный тормоз-компенсатор.
9. Уложить принадлежности в пенал и вложить пенал в гнездо приклада.
10. Присоединить магазин к автомату.

### Дальность стрельбы
Прицельная дальность стрельбы 1000 метров.
Наиболее действительный огонь по наземным и воздушным целям на дальности до 500 метров.
Сосредоточенный огонь по наземным групповым целям ведется на дальность до 1000 метров.
Дальность прямого выстрела:
- По грудной фигуре — 440 метров;
- По ростовой фигуре — 625 метров.

### Темп стрельбы
Темп стрельбы около 600 выстрелов в минуту.

### Боевая скорострельность
- При стрельбе очередями — до 100 выстрелов в минуту;
- При стрельбе одиночными выстрелами — до 40 выстрелов в минуту.

### Требования нормального боя для АК-74[1]
- все четыре пробоины вмещаются в круг диаметром 15 см на дистанции 100 м.
- средняя точка попадания отклоняется от контрольной точки не более чем на 5 см в любом направлении.

Проверка боя осуществляется стрельбой одиночными по проверочной мишени или чёрному прямоугольнику высотой 35 см и шириной 25 см, укреплённому на белом щите высотой 1 м и шириной 0,5 м. Дальность стрельбы — 100 м, положение — лёжа с упора, без штык-ножа, патроны — с обыкновенной пулей, прицел — 3.
| Показатели суммарного рассеивания пуль со стальным сердечником при стрельбе короткими очередями из приведённого к нормальному бою АК-74: | Показатели суммарного рассеивания пуль со стальным сердечником при стрельбе короткими очередями из приведённого к нормальному бою АК-74: | Показатели суммарного рассеивания пуль со стальным сердечником при стрельбе короткими очередями из приведённого к нормальному бою АК-74: | Показатели суммарного рассеивания пуль со стальным сердечником при стрельбе короткими очередями из приведённого к нормальному бою АК-74: |
| Дальность стрельбы, м | Суммарные срединные отклонения по высоте, см                                                                                             | Суммарные срединные отклонения боковые, см                                                                                               | Энергия пули, Дж |
| --- | --- | --- | --- |
| 100 | 6 | 8 | 1089 |
| 200 | 12 | 16 | 853 |
| 300 | 18 | 24 | 657 |
| 400 | 24 | 32 | 500 |
| 500 | 30 | 40 | 373 |
| 600 | 36 | 48 | 255 |
| 700 | 42 | 56 | 196 |
| 800 | 48 | 64 | 157 |
| 900 | 55 | 73 | 137 |
| 1000 | 62 | 82 | 118 |

Где срединное отклонение — половина ширины центральной полосы рассеивания, вмещающей 50 % всех попаданий. Суммарное отклонение включает в себя отклонения пуль и средних точек попадания.
В целом, можно отметить значительное улучшение кучности стрельбы относительно АКМ и тем более АК. В качестве примера рассмотрим суммарное срединное отклонение на дальности 800 м (по высоте и по ширине соответственно):
- АК — 76 и 89 см[8].
- СКС — 47 и 34 см[9].
- АКМ — 64 и 90 см[10].
- АК-74 — 48 и 64 см[1].

## Патроны
Используемые патроны:
- 7Н6 (1974 года, пуля со стальным сердечником, свинцовой рубашкой и биметаллической оболочкой).
- 7Н10 (1992 года, пуля повышенной пробиваемости, с термоупрочнённым сердечником).
- 7У1 (дозвуковая пуля для бесшумной стрельбы, на данный момент не применяется).
- 7Н22 (1998 года, бронебойная пуля с сердечником, изготовленным из высокоуглеродистой стали У12А методом резки с последующим шлифованием оживальной части). Бронепробиваемость — 5 мм с расстояния 250 м (марка 2П), в 1,9 раза лучше 7Н6.
- 7Н24 (повышенной точности изготовления, термоупрочнённый карбид-вольфрамовый сердечник)
- 7Т3 — патрон с трассирующей пулей. Пуля имеет выемку в донной части, которая заполнена пиротехническим зарядом, воспламеняемым при выстреле, благодаря чему можно наблюдать направление полёта пули. Как правило, применяются для наблюдения и корректировки результатов огня и целеуказания.
- 7Х3(М) — холостой патрон.
- 7Х4 — учебный патрон. Отличается наколотым капсулем, четырьмя продольными прессовками, отсутствием пороха и пиротехнических зарядов.
- 7Н39 — опытный патрон с карбид-вольфрамовым сердечником пули, обеспечивает пробитие стальной плиты 5мм(2П) на расстоянии 550 м.

В 1986 году были разработаны новые пули с термоупрочнённым сердечником повышенной твёрдости, обеспечивающим значительное увеличение пробивного действия: новая пуля пробивает стальную каску на расстоянии 960 метров, а бронежилет с титановыми пластинами — на расстоянии 200 метров.
Очередное усовершенствование пули в 1992 году снова повысило бронепробиваемость (армейский бронежилет Ж85-Т пробивается на дальности 200 м, а тяжёлый Ж95-К — на дальности 50 м) при неизменной начальной скорости. Новый патрон, превосходящий по бронепробиваемости 7Н6 в 1,84 раза, получил индекс 7Н10. 7Н10 обеспечивает пробивание 5 мм на расстоянии 50 метров.

## Варианты

### Экспериментальные варианты

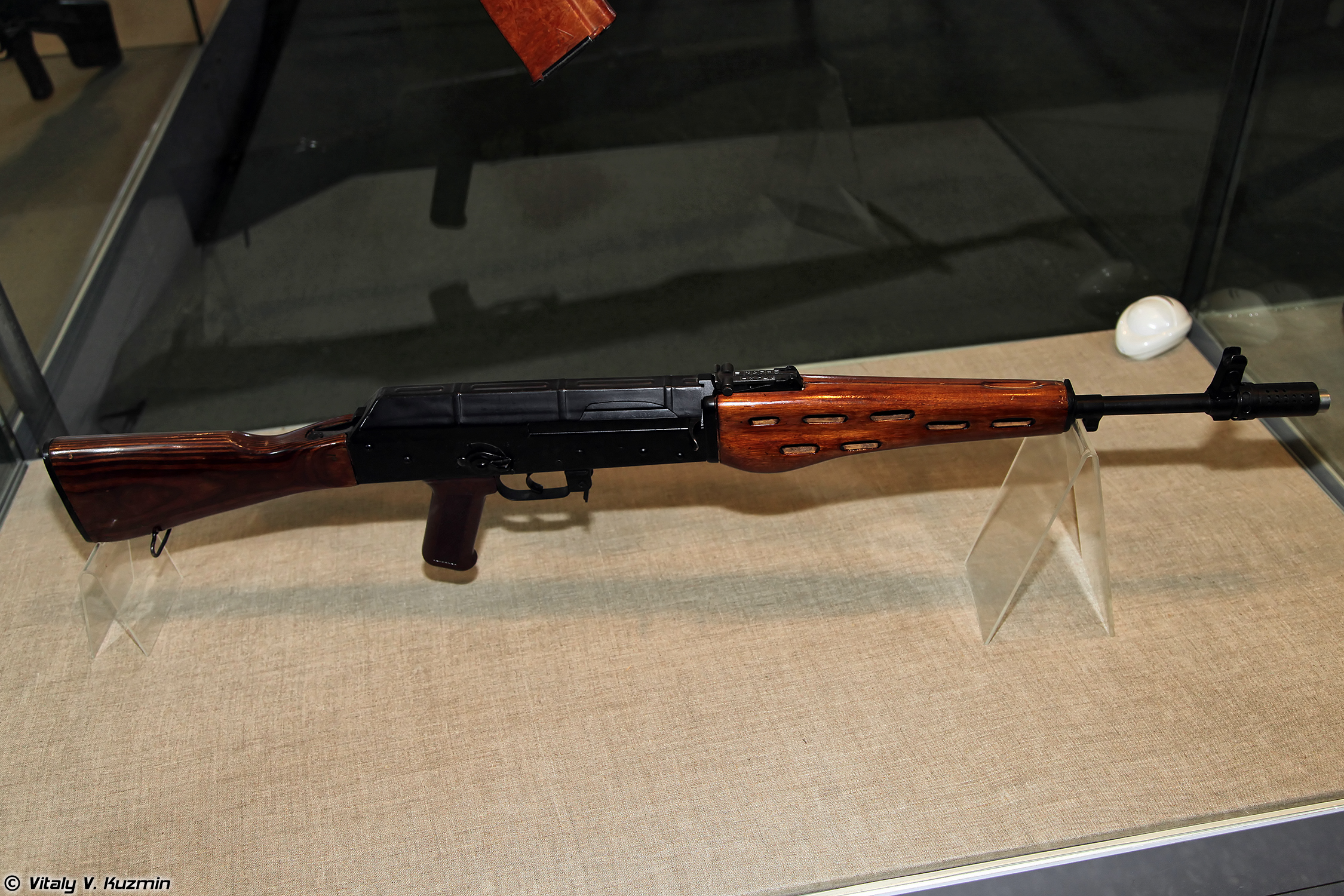
Прототип А2П

- 40-П и А-107 — ранние прототипы, разработанные в 1969-1972 годах под опытный патрон 5,6 мм 13МЖ. В отличие от финальных вариантов, магазин был металлическим, а газовая трубка была под углом в 45 градусов.
- А-3 — поздний прототип 1973 года, ставший основой для АК-74.
- А-60 и А-61 — прототипы ставший основой для АК-74М. В отличие от АК-74М, ствол был несколько длиннее, крышка ствольной коробки была неотсоединяемый, как у АКС-74У, и у прототипа А-61 был пластиковый складывающийся приклад прямой формы[что?].
- А2П — прототип, созданный в начале 1970-х годов. В данном образце проверялся принцип действия со полусвободным затвором, но дальнейшего развития не получила из-за проблем с надежностью.
- АК-74 образца 1978 года —
- ППЛ — автомат разработанный Ю. К. Александровым и Е. А. Поповичем в 1973–1976 в рамках ОКР «Модерн». В дальнейшем в конструкторской группе М.Т. Калашникова Евгений Попович и другие члены группы на основе конструкции ППЛ создали АКС-74У.
- ПУ — серия ручных пулеметов с унифицированной подачей патронов созданных на основе РПК-74.
  - ПУ-1 — первая версия пулеметов ПУ. Крайне сильно схож с обычным РПК-74 но слева была возможность подачи ленты под патрон 5,45 × 39 мм.
  - ПУ-2 — второй вариант в котором газоотводная трубка располагалась снизу а магазины АК могли располагаться сбоку.
  - ПУ-21 — финальный вариант пулеметов ПУ. В нем были устранены некоторые недостатки ПУ-2 но несмотря на это так и не сумел встать на вооружение.
- 80.002 — стрелково-гранатометный комплекс разрабатывавшийся с 1977 по 1979 года. Обладал двумя горизонтально расположенными стволами под патроны 5,45 × 39 мм и 12,7 мм гранату.
- АЛ-9 — опытный автомат со сбалансированной автоматикой В.М. Калашникова и один из первых участников ОКР «Абакан». По неизвестным причин разработка автомата АЛ-9 в 1986 году была прекращена. В дальнейшем Виктор Калашников начал разрабатывать другие автоматы для этого конкурса — АКБ и АКБ-1.
- АО-63 — опытный двухствольный автомат Симонова-Ткачева созданный в рамках ОКР «Абакан».
- АКБ —
- АКБ-1 —
- АК-103-3 — один из вариантов «сотой серии» под патрон 7,62 × 39 мм. Некоторые конструкторские решения как например газоотводная трубка были применены в АК-12.
- АК-400 — автомат под патрон 7,62 × 39 мм ставший основой для АК-12.
- Ручной пулемет АК-400 — ручной пулемет созданный на основе АК-400. В дальнейшем стал основой для РПК-16.
- РПК-16 — ручной пулемет созданный на основе АК-12. Не получил развития так обладал многими недостатками. Заместо него Концерн Калашников начал развивать более перспективный ленточный пулемет РПЛ-20.
- АКМБ — прототипы двухформатных Автоматов Калашникова разработанных в 2010-х годах Виталием Бояркиным в ООО НТФ "МЕДИУМ". Представляют они собой комплект для переделки некоторых вариантов Автомата Калашникова в буллпап формат с помощью второго спускового крючка в прикладе и дополнительными прицельными приспособлениями.
  - АК-74МБ — комплект для АК-74М.
  - АКСУ-74МБ — комплект для АКС-74У.
  - АК-103МБ — комплект для АК-103.
  - АК-105МБ — комплект для АК-105.

### Советские и российские варианты
С самого начала автомат выпускался в четырёх вариантах:
- АК-74 — основной вариант.

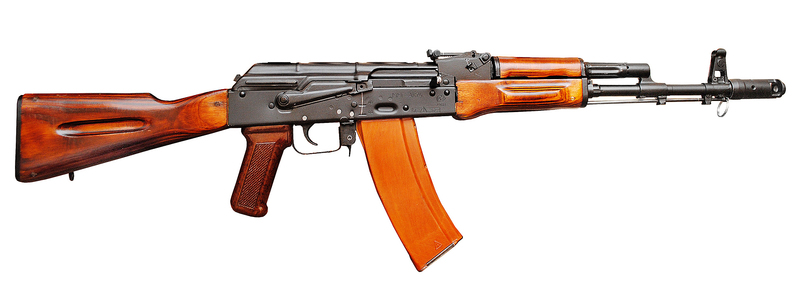
АК-74

- АКС-74 (индекс ГРАУ — 6П21) — вариант АК-74 со складывающимся влево рамочным металлическим прикладом. Создан для использования в воздушно-десантных войсках.

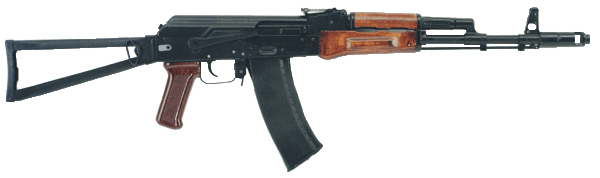
АКС-74

- АК-74Н — «ночной» вариант АК-74 с боковой планкой для крепления ночных прицелов (например, 1П78).
- АКС-74Н — «ночной» вариант складного АКС-74, с боковой планкой для крепления ночных прицелов (например, 1П78).
- СГК-13 — стрелково-гранатометный комплекс состоящий из автомата АК-74 (либо его одной из вариаций) и гранатомета ГП-34.
- АК-74М (индекс ГРАУ — 6П34) — АК-74 модернизированный. Оснащён складывающимся на левый бок полимерным прикладом и универсальным креплением (планка «ласточкин хвост») для крепления прицелов, как оптических, так и ночных, на левой стороне ствольной коробки. Таким образом АК-74М заменил сразу четыре модели: АК-74, АКС-74, АК-74Н и АКС-74Н.

Цевьё и ствольная накладка газовой трубки выполнены из ударопрочного стеклонаполненного реактопласта. Металлические детали также защищены от коррозии специальным покрытием. Изменения коснулись и дульного тормоза, получившего открытые камеры, что позволяет осуществлять его чистку не снимая.
Для уменьшения вероятности механического повреждения крышки ствольной коробки, её крепление было усилено. В конструкции направляющего стержня возвратной пружины появился фиксатор, что позволяет стрелять из подствольного гранатомёта ГП-25 или ГП-30 без использования дополнительного крепления крышки ствольной коробки, необходимого в таких случаях для АК-74.

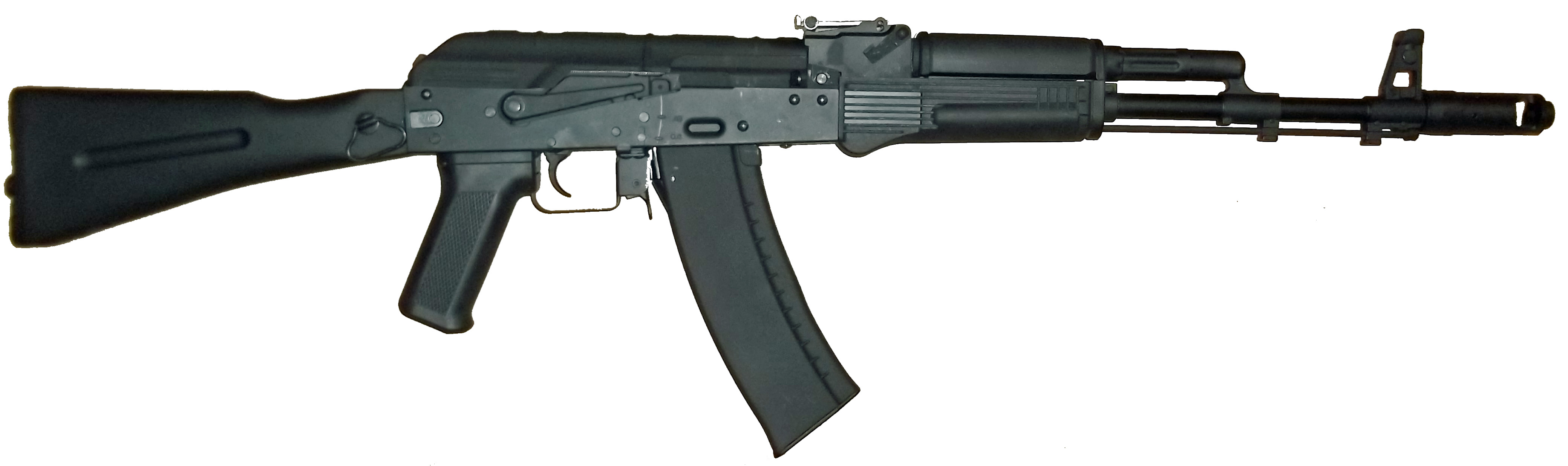
AK-74M

С новыми автоматами возможно использование коллиматорных прицелов ПК-А и ПК-01, а также КОБРА и 1П78. В 1991 году АК-74М был принят на вооружение и начато его серийное производство на Ижевском машиностроительном заводе. В настоящее время серийно производится концерном «Калашников».
- СГК-14 — стрелково-гранатометный комплекс состоящий из автомата АК-74М и гранатомета ГП-34.

- АК-74М3 — выставочный экземпляр, созданный для показа на МАКС-2011 как часть боевой экипировки «Ратник». Представлял собой несколько доработанный вариант АК-74. Однако с названием нового образца возникла заминка: по традиции модернизированные автоматы кодируются литерой «М» (например, АК-АКМ), но автомат АК-74М уже существовал. Тогда оружию придали постфикс «МЗ». Официальной расшифровки этой аббревиатуры нет[12]. Изменения включают в себя крепление крышки ствольной коробки на шарнир, планки Пикатинни на цевье и крышке ствольной коробки, на которые могут устанавливаться лазерный целеуказатель, коллиматорный прицел, ночная насадка для прицела. Используется подствольный гранатомёт ГП-34. Предполагалось, что данные с автомата на монокуляр шлема будут передаваться либо по каналу Bluetooth, либо по проводам.

### Зарубежные варианты
- MPI-KMS-74Arsenal AR-M — болгарская серия.

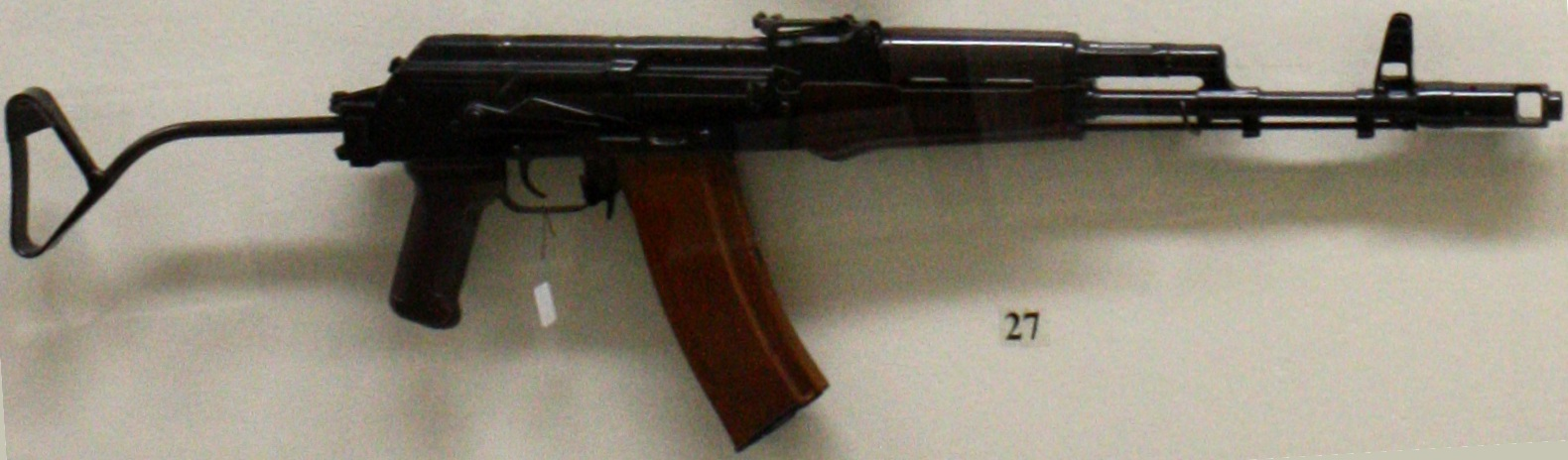
MPI-KMS-74

- Kbs wz.96 Beryl — польский вариант, созданный на основе Тантала под патрон 5,56×45 мм.
- Kbk wz. 88 Tantal — польский вариант.
- ČZ 2000 — чехословацкий вариант, который не был принят на вооружение.
- К-3 — армянский булл-пап на базе АК-74.

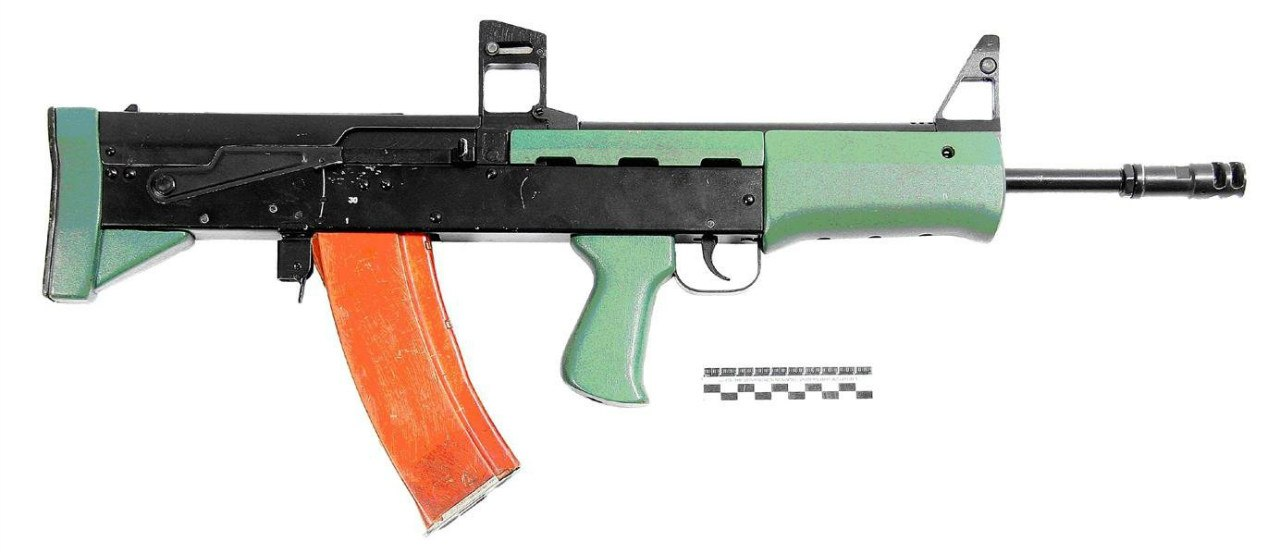
Автомат K-3

- Автомат K-3EM-14 — азербайджанский вариант автомата АК-74М под патрон 5,56×45 мм с немного изменённым дизайном.
- AZ-7,62 — азербайджанский вариант автомата АК-74М, который был создан в замен другого автомата Хазри, по истечении российской лицензии на АКМ.
- MPi AK-74N — вариант производства ГДР. Выпускались варианты MPi-AKS-74N — со складным прикладом, MPi-AKS-74NK — со складным прикладом и укороченным стволом длиной 317 мм[13].
- NGM-81 — венгерский вариант.
- PA md. 1986 — румынский вариант. Экспортное обозначение AIMS-74.
- Хазри — автомат разработанный для Азербайджана Ижевским заводом на основе АК-74М. Выпускается с 2011 года по российской лицензии.
- Тип 88 — северокорейский вариант АК-74.
  - Тип 88-1 — вариант Тип-88 со складным вправо прикладом.
  - Тип 88-2 — вариант Тип-88 со складным вверх прикладом и шнековым магазином (подобный тому что есть у ПП-19 «Бизон»).

### Оружие на базе

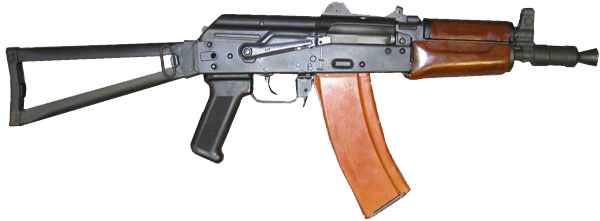
АКС-74У

- АКС-74УАКС-74У — укороченный автомат для полиции и экипажей бронетехники.
  - ОЦ-12 «Тисс» — российский вариант АКС-74У под патрон 9 × 39 мм.
  - ОЦ-14 «Гроза» — российский штурмовой стрелково-гранатометный комплекс в компоновке буллпап под патрон 9 × 39 мм.

- Сайга —

- РПК-74 — ручной пулемёт, разработанный на базе АК-74.
- АК-101—109 — линейка автоматов с различными длинами стволов и под различные патроны, созданной на основе АК-74М.РПК-74 Вепрь-1

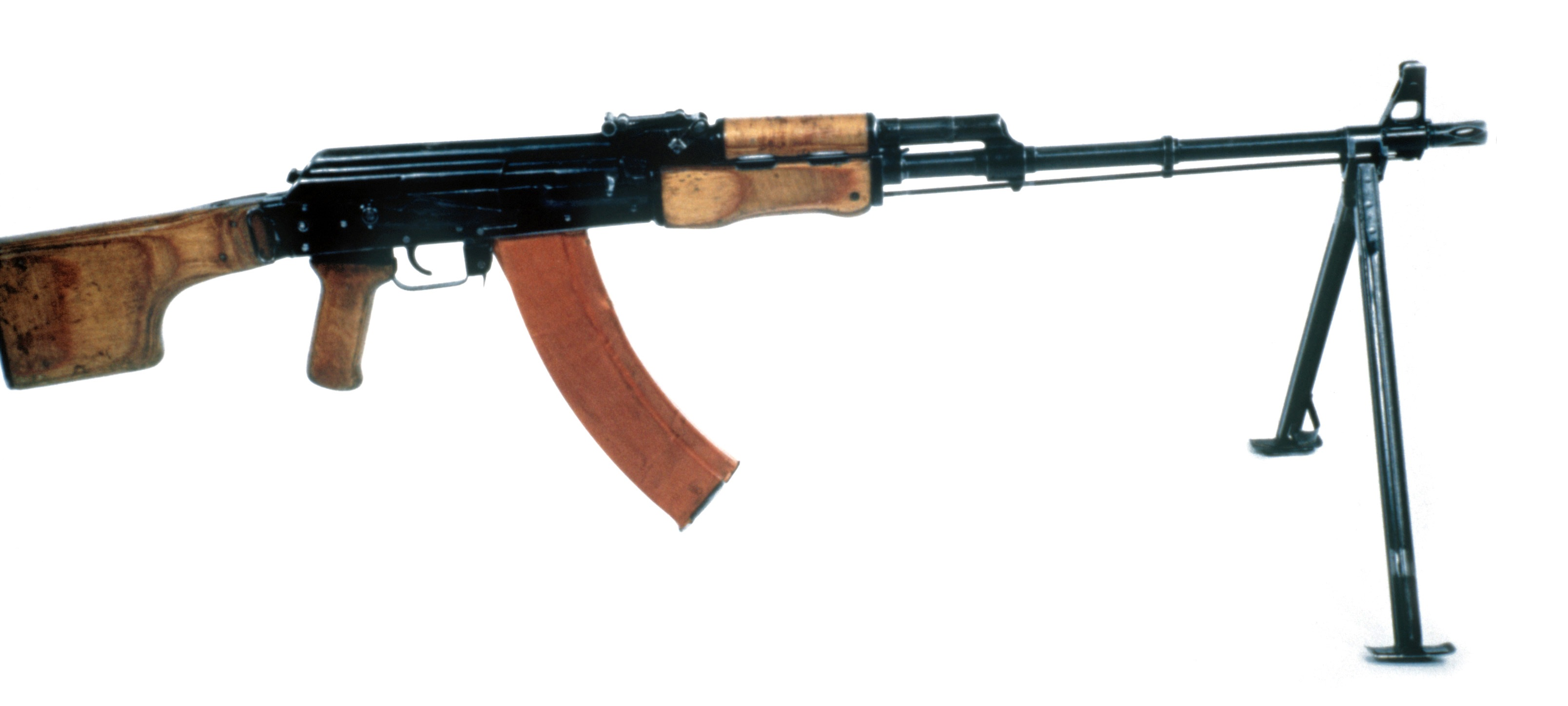
РПК-74

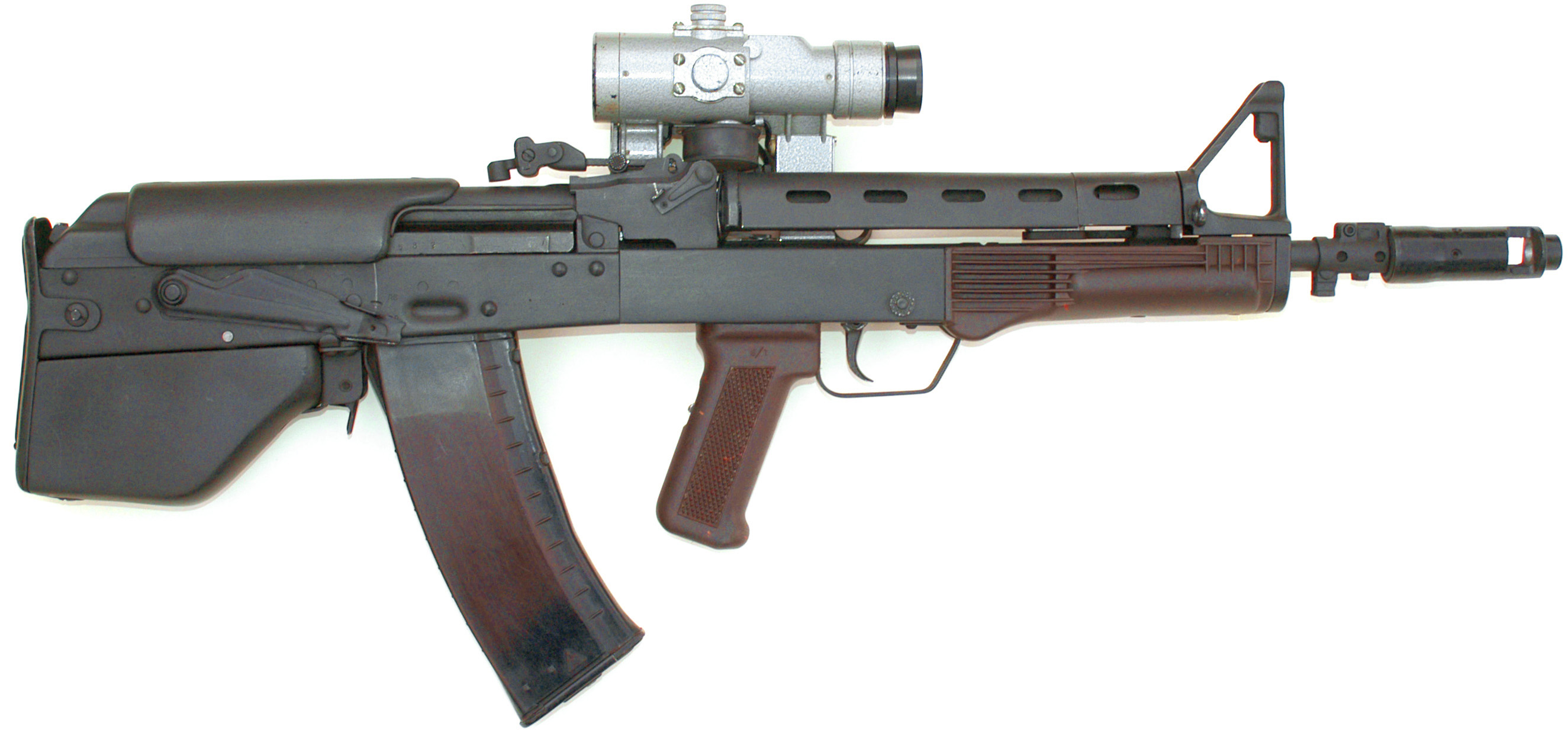
Вепрь-1

  - АК-101 — вариант под патрон 5,56 × 45 мм с длиной ствола в 415 мм.
  - АК-102 — вариант под патрон 5,56 × 45 мм с длиной ствола в 314 мм.
  - АК-103 — вариант под патрон 7,62 × 39 мм с длиной ствола в 415 мм.
  - АК-104 — вариант под патрон 7,62 × 39 мм с длиной ствола в 314 мм.
  - АК-105 — вариант под патрон 5,45 × 39 мм с длиной ствола в 314 мм.
    - АК-101-1, АК-102-1, АК-103-1, АК-104-1, АК-105-1 —
    - АК-101-2, АК-102-2, АК-103-2, АК-104-2, АК-105-2 —

  - АК-107 — автомат под патрон 5,45 × 39 мм со сбалансированной автоматикой, взятой из конструкции автомата АЕК-971.
  - АК-108 — вариант АК-107 под патрон 5,56 × 45 мм.
  - АК-109 — вариант АК-107 под патрон 7,62 × 39 мм.
  - АК-9 — автомат под патрон 9 × 39 мм созданный на основе АК-104. Не получил дальнейшего развития т.к. Концерн Калашников решил развивать более перспективный АМБ-17.

- АК-12 — Автомат Калашникова образца 2016 года принятого на вооружение армии ВС РФ в 2018 году. Автомат использует патрон 5,45 × 39 мм.
  - АК-15 — вариант АК-12 под патрон 7,62 × 39 мм.
  - АК-19 — вариант АК-12 под патрон 5,56 × 45 мм.
  - АК-308 — экспортный вариант под патрон  7,62 × 51 мм НАТО (.308 Win).

- VSK-100BP — белорусский булл-пап на базе АК-74.
- Вепр — украинский булл-пап на базе АК-74, разработка заморожена.
- Вулкан-М — украинский булл-пап на базе АК-74, принят на вооружение в 2017 году, дальнейшее развитие Вепр.
- Град (АСКМ-9У) — автомат неизвестного происхождения. Немного схож с автоматом ОЦ-14.

## Оценка автомата
| Оружие       | Боеприпас         | Масса патрона | Масса снаряжёного магазина | Максимальное количество боеприпасов на 10 кг |
| ------------ | ----------------- | ------------- | -------------------------- | -------------------------------------------- |
| AK (1949)    | 7,62 × 39 мм      | 16,3 г        | 30 патр. магазин — 0,82 кг | 12 магазинов — 9,2 кг на 360 патронов        |
| M14 (1959)   | 7,62 × 51 мм НАТО | 25,4 г        | 20 патр. магазин — 0,75 кг | 13 магазинов — 9,7 кг на 280 патронов        |
| AKМ (1959)   | 7,62 × 39 мм      | 16,3 г        | 30 патр. магазин — 0,66 кг | 15 магазинов — 9,9 кг на 450 патронов        |
| M16 (1962)   | .223 Remington    | 11,8 г        | 20 патр. магазин — 0,32 кг | 31 магазинов — 9,93 кг на 620 патронов       |
| AK74 (1974)  | 5,45 × 39 мм      | 10,2 г        | 30 патр. магазин — 0,53 кг | 18 магазинов — 9,54 кг на 540 патронов       |
| AK74М (1992) | 5,45 × 39 мм      | 10,2 г        | 30 патр. магазин — 0,50 кг | 19 магазинов — 9,57 кг на 570 патронов       |
| M4 (1994)    | 5,56 × 45 мм НАТО | 11,8 г        | 30 патр. магазин — 0,48 кг | 20 магазинов — 9,6 кг на 600 патронов        |

### Сравнение АК-74М с современными автоматами стран мира
|                                            | АК-74М                    | Colt M4A1                 | FN SCAR L-STD             | HK416 16,5"               | HK G36                        | Steyr AUG A3              | Beretta ARX-160           | SIG SG 550                                       |
| ------------------------------------------ | ------------------------- | ------------------------- | ------------------------- | ------------------------- | ----------------------------- | ------------------------- | ------------------------- | ------------------------------------------------ |
| Внешний вид                                |                           |                           |                           |                           |                               |                           |                           |                                                  |
| Год принятия на вооружение                 | 1991                      | 1994                      | 2007                      | 2005                      | 1997                          | 2005                      | 2009                      | 1990                                             |
| Масса (без магазина), кг                   | 3,40                      | 2,95                      | 3,65                      | 3,56                      | 3,77                          | 3,9                       | 3                         | 4.1                                              |
| Длина автомата с разложенным прикладом, мм | 939,7                     | 838                       | 890                       | 950                       | 999                           | 745                       | 950                       | 998                                              |
| Длина ствола, мм                           | 415                       | 368                       | 351                       | 420                       | 480                           | 455                       | 406                       | 528                                              |
| Применяемый патрон                         | 5,45×39 мм                | 5,56×45 мм                | 5,56×45 мм                | 5,56×45 мм                | 5,56×45 мм                    | 5,56×45 мм                | 5,56×45 мм                | 5,56×45 мм                                       |
| Режим стрельбы                             | одиночный, автоматический | одиночный, автоматический | одиночный, автоматический | одиночный, автоматический | одиночный, автоматический     | одиночный, автоматический | одиночный, автоматический | одиночный, отсечка по 3 выстрела, автоматический |
| Темп стрельбы, выстрелов/мин               | 650                       | 700—950                   | 550—650                   | 850                       | 750                           | 680—750                   | 700                       | 700                                              |
| Начальная скорость пули, м/с               | 900                       | 950                       | 870                       | 917                       | 920                           | 992                       | н/д                       | 980                                              |
| Эффективная дальность стрельбы, м          | 500                       | 500                       | 600                       | 500                       | 500                           | 500                       | 600                       | 650                                              |
| Ёмкость магазина, патронов                 | 30 (45/60)                | 30 (20/100)               | 30 (20/100)               | 30 (20/100)               | 30 (100)                      | 30 (42)                   | 30 (100)                  | 20 (5/10/30)                                     |
| Стандартный прицел                         | открытый                  | диоптрический             | диоптрический             | диоптрический             | оптический 3,5Х коллиматорный | оптический 1,5Х           | открытый                  | диоптрический                                    |
| Крепление для прицелов                     | ласточкин хвост           | планка Пикатинни          | планка Пикатинни          | планка Пикатинни          | планка Пикатинни              | планка Пикатинни          | планка Пикатинни          | планка Пикатинни                                 |
| Подствольный гранатомёт                    | ГП-25 ГП-30 ГП-34         | M203                      | FN40GL                    | AG-C/EGLM                 | HK AG36                       | M203                      | GLX 160                   | GL 5040                                          |

### Достоинства
Высокая надёжность работы в тяжёлых условиях. Простота и дешевизна в производстве. В вариантах АК-74М/АК-74М3 — поддержка установки современных прицельных и тактических приспособлений, что, по сути, является способом модернизации автомата, и поддержка двухрядных коробчатых магазинов, аналогичных Steyr AUG, изготовленных из ударопрочного пластика, с боковыми вставками из прозрачного полимера для визуального контроля количества боеприпасов в магазине.
Так как одной из причин создания АК-74 была смена калибра используемого автоматом патрона с 7,62×39 мм на 5,45×39 мм, оружие имеет меньшую отдачу и, соответственно, бо́льшую точность стрельбы, более настильную траекторию полёта пули.

### Недостатки
В сравнении с М16А2 АК-74 имеет более низкую точность стрельбы одиночным огнём (в 1,28 раза вследствие лучшей в 1,44 раза кучности боя патронов SS109), однако в 1,34—1,43 превосходит при стрельбе очередями, но у М16А2 лучше эргономика и значительно повысилась надёжность.
В сравнении с автоматами со сбалансированной автоматикой АЕК-971, АК-107/АК-108 АК-74 имеет в 1,5—2 раза более низкую кучность стрельбы очередями из неустойчивых положений.
С тактической точки зрения у АК-74 отсутствует возможность быстрой смены ствола, как у М16 FN SCAR; а также режим стрельбы очередями фиксированной длины, который позже был добавлен в автоматы «сотой серии» АК101-2, АК102-2, АК103-2, АК104-2, АК105-2.
В отличие от западных автоматов с «разламывающейся» ствольной коробкой, в АК-74 съёмная крышка ствольной коробки не даёт возможности разместить планки Пикатинни, поэтому приходится пользоваться кронштейнами типа «Ласточкин хвост», нарушающими центровку оружия и увеличивающими вес.
Отсутствует возможность использования смены направления выброса гильзы, как у TAR-21 и смены расположения рычага перезарядки, как у Beretta ARX-160 и G36.

### Замена АК-74
В связи с объективным устареванием автомата и возросшими требованиями военных в плане кучности огня возник запрос на новый автомат на смену АК-74. При этом основная борьба развернулась между ковровским А-545 и ижевским АК-12.
В итоге 21 февраля 2015 Минобороны выбрало автомат Калашникова АК-12 в качестве основного автомата для экипировки военнослужащих «Ратник». Такой выбор был обусловлен более низкой стоимостью производства и меньшим весом автомата в сравнении с А-545.
Для модернизации уже существующих автоматов АК-74М и АК сотой серии разработан комплект «Обвес», который позволяет установить планку Пикатинни, новый пламегаситель и приклад.

## Страны-эксплуатанты

География распространения АК-74:
эксплуатанты АК-74

- Азербайджан — советские АК-74 остались на вооружении после провозглашения независимости, в 2010 году Россия и Азербайджан заключили контракт на организацию лицензионного производства в Азербайджане автоматов Хазри[39].
- Армения[40] (используются вместе с автоматами АКМ)[41]
- Афганистан[42]
- Беларусь — основное автоматическое оружие военнослужащих ВС РБ[43], ограниченно применяется сотрудниками МВД (Департамента исполнения наказаний, внутренних войск, ОМОНа, СПБТ «Алмаз»), КГБ (в частности, спецподразделения «Альфа»), Государственного пограничного комитета (в том числе ОСАМ), Министерства по чрезвычайным ситуациям.
- Болгария[42]
- Венгрия — в начале 1980х годов по лицензии был начал выпуск версии АК-74 под названием NGM-81[44], но 12 марта 1999 года вступила в блок НАТО и приняла на себя обязательства по переходу на стандарты НАТО и их выпуск был прекращен.
- ГДР — Выпускались и состояли на вооружении клоны АК-74, АКС-74 и АКС-74У под обозначениями MPi-AK-74N, MPi-AKS-74N и MPi-AKS-74NK соответственно[45].
- Германия — После объединения Германии были приняты на вооружение Бундесвера в качестве оружия ограниченного стандарта[45].
- Греция — AK-74M[46]
- Грузия[42]
- Иордания[42]
- Ирак — Вариант Kbk wz. 88 Tantal[47].
- Казахстан[48]
- Кыргызстан[49]
- Куба[50]
- Молдова — по состоянию на начало 2017 года, советские АК-74 оставались на вооружении молдавской армии, но они использовались вместе с 7,62-мм автоматами АКМ и АКМС советского и румынского производства[51]
- Монголия[42]
- КНДР — Копия АК-74 под обозначениями Тип 98[52].
- Польша — Варианты Kbk wz. 88 Tantal и Kbs wz.96 Beryl[53][54].
- Румыния — Вариант PA md. 1986[55].
- Россия — АК-74 продолжают использовать[56], но их планируется постепенно заменить новым автоматом АК-12[57].
- СССР[58]
- Сирия[59]
- Таджикистан[42]
- Туркменистан[42]
- Узбекистан[60]
- Украина[42] — после провозглашения независимости Украины автоматы остались на вооружении государственных структур и распродавались[61]. Также, 23 ноября 2005 года правительство Украины подписало соглашение с Агентством НАТО по материально-техническому обеспечению и снабжению (NAMSA), в соответствии с которым приняло на себя обязательства начать уничтожение избыточных запасов вооружения и боеприпасов в обмен на предоставление материально-финансовой помощи. 29 февраля 2012 года было утверждено решение о утилизации 94 812 шт. автоматов АК-74, АКС-74 и АК-74Н[62].
- Филиппины
- Эстония[42]

## Галерея

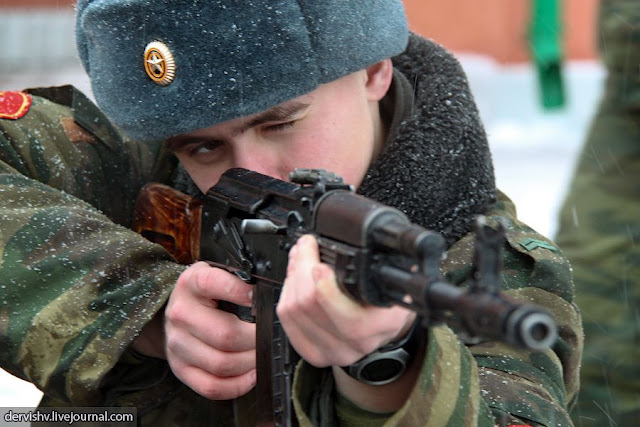
Стрелок МСВ ВС России с АК-74
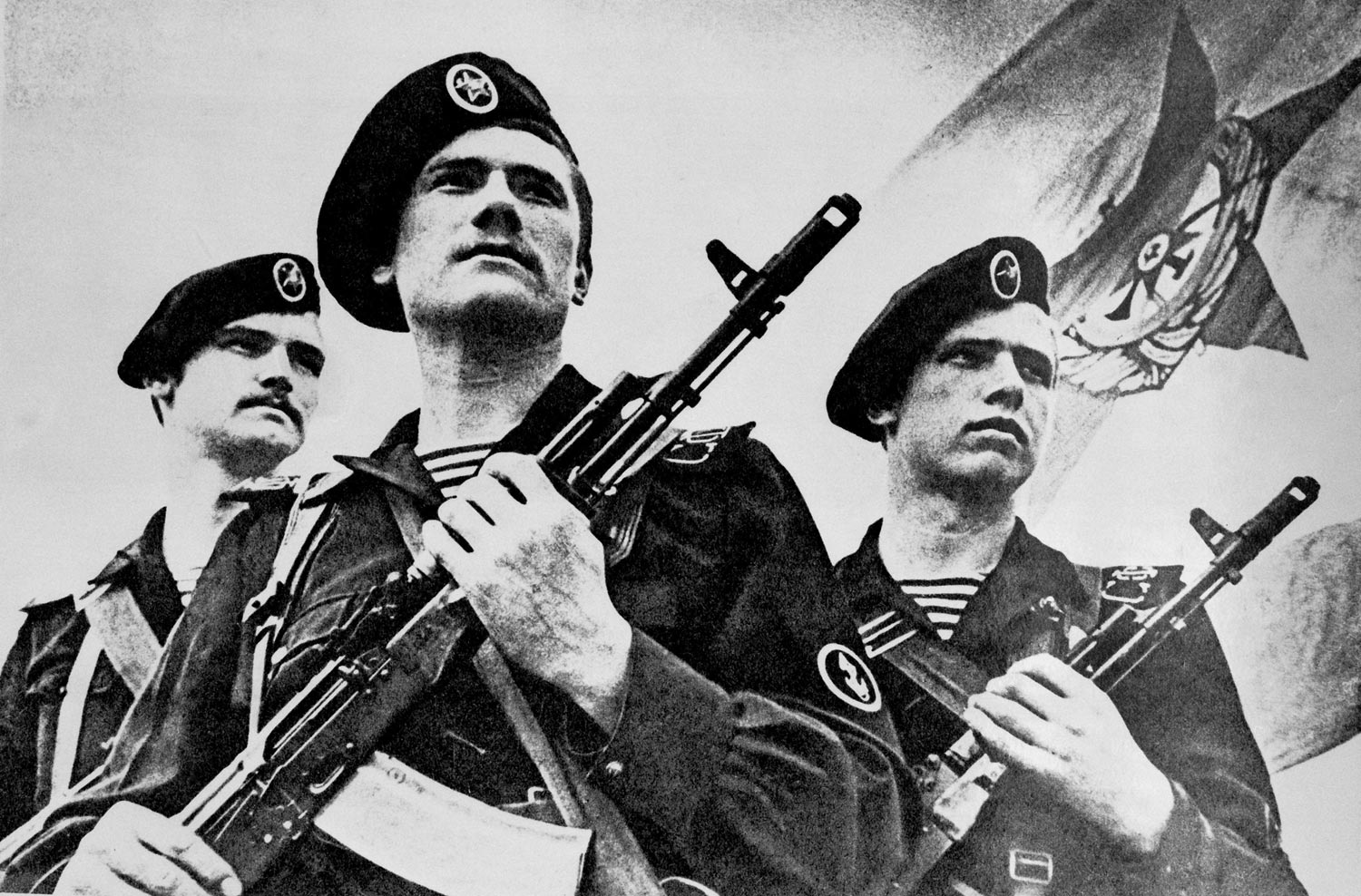
Советские морские пехотинцы с АК-74
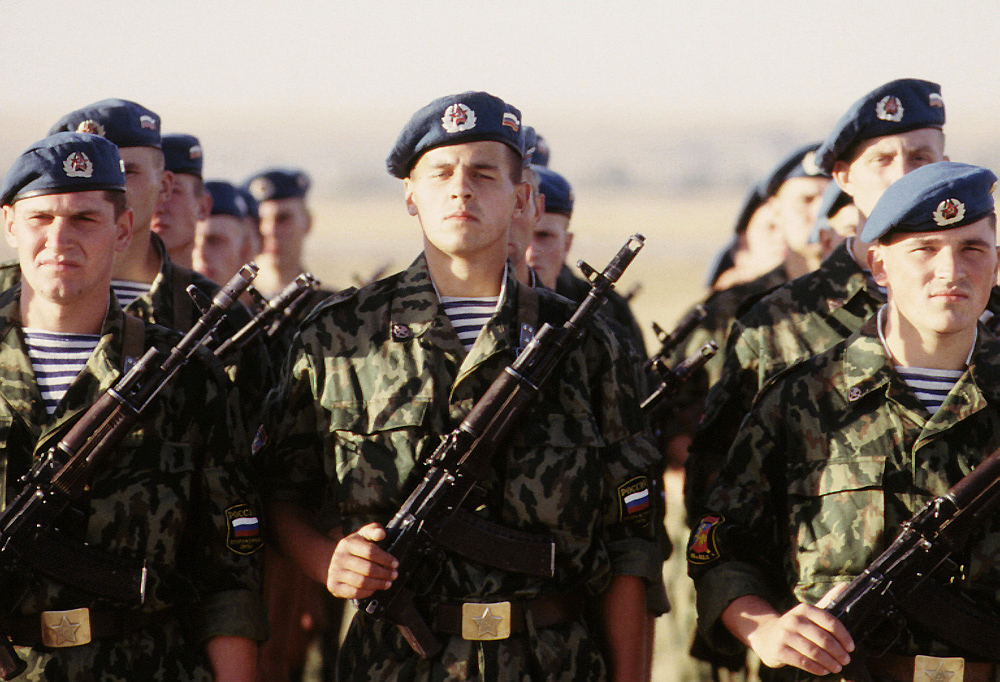
Российские десантники с АКС-74
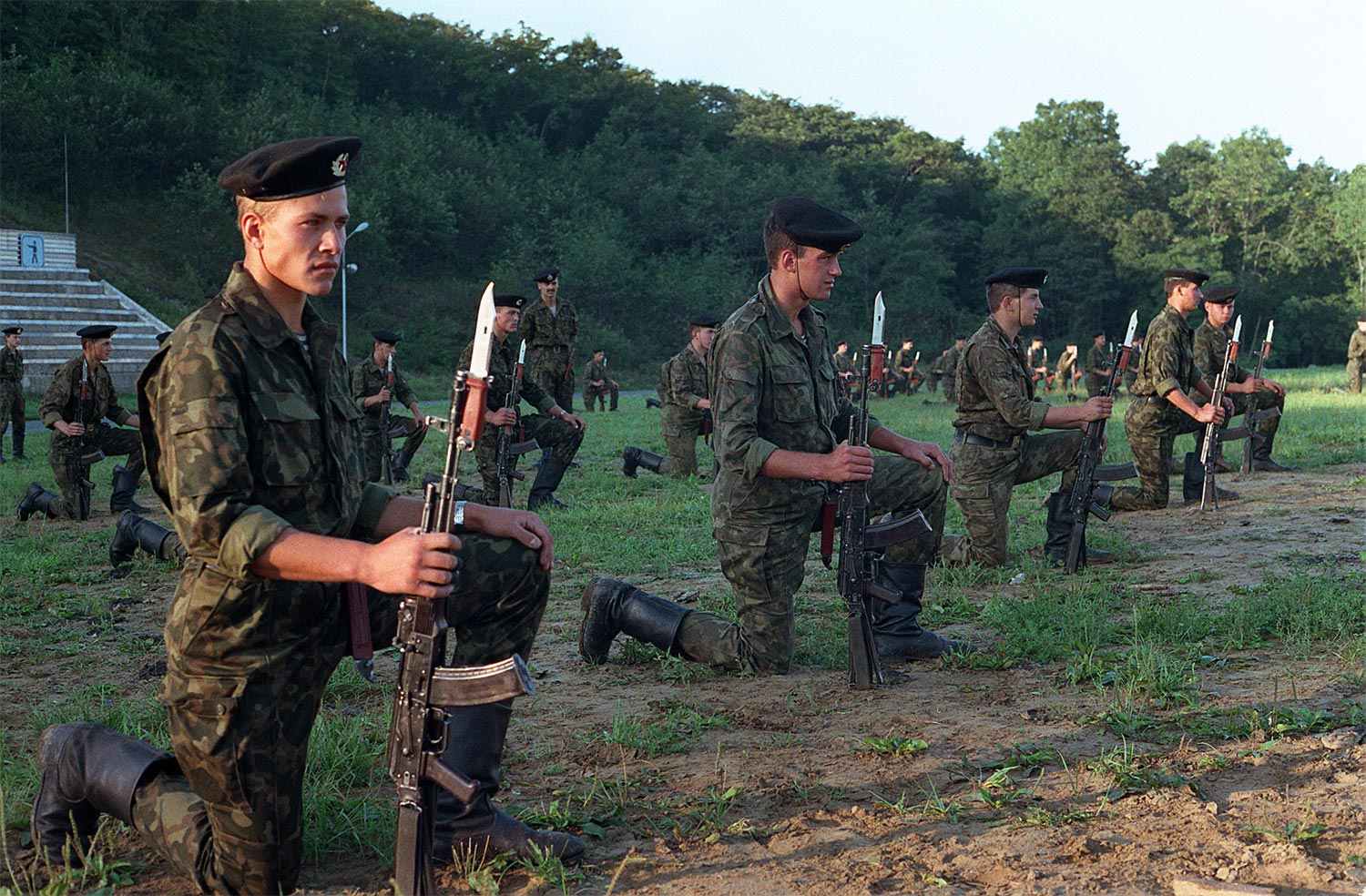
Советские морские пехотинцы с АКC-74. Штык-нож примкнут.
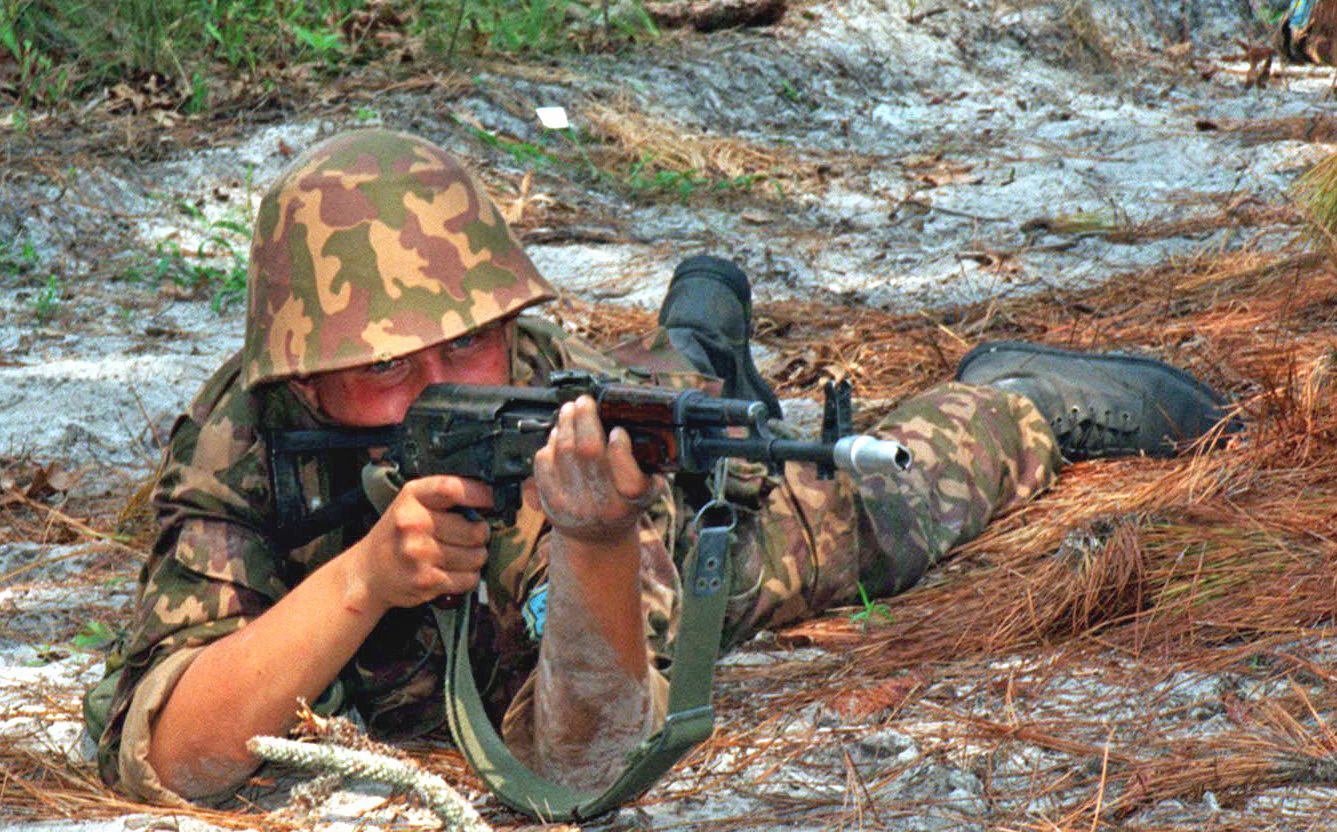
Солдат вооружённых сил Казахстана с АКС-74
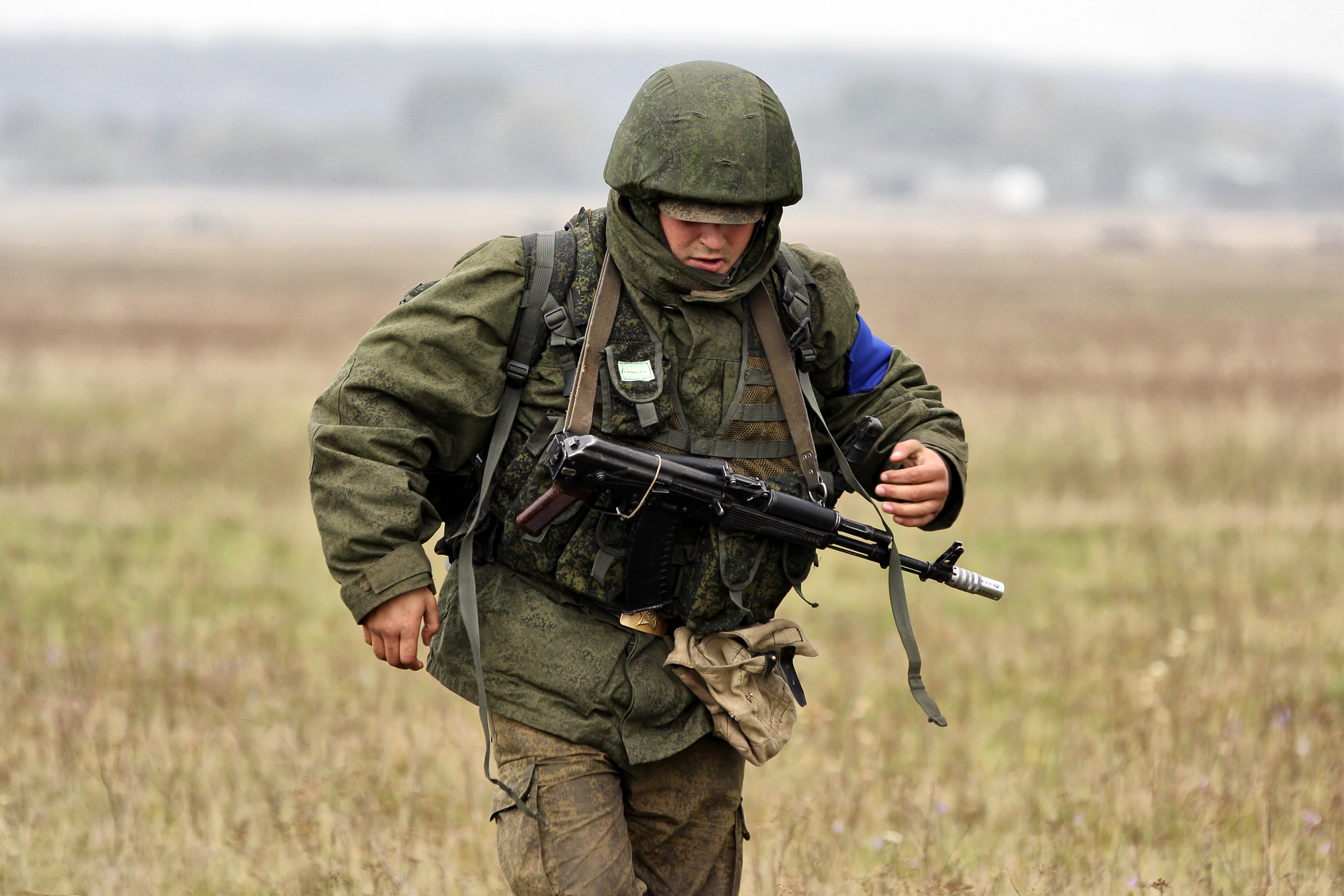
Российский солдат из 106-й гвардейской воздушно-десантной дивизии с АК-74М.
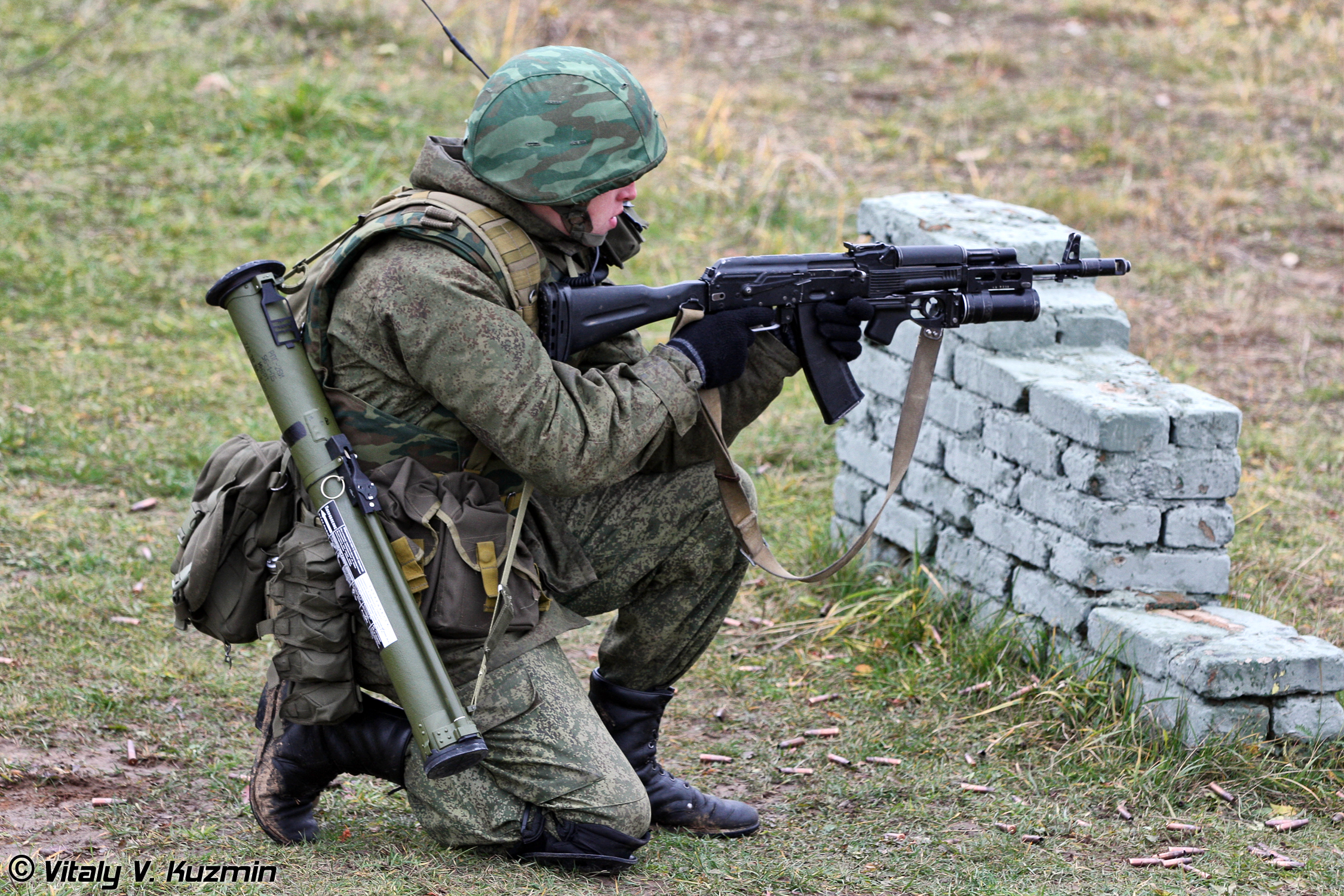
Российский солдат из 4-й гвардейской танковой дивизии с АК-74М и РПГ-26.